# Obergailbach
Obergailbach är en kommun i departementet Moselle i regionen Grand Est (tidigare regionen Lorraine) i nordöstra Frankrike. Kommunen ligger i kantonen Volmunster som tillhör arrondissementet Sarreguemines. År 2022 hade Obergailbach 270 invånare.

## Befolkningsutveckling
Antalet invånare i kommunen Obergailbach
| Referens: INSEE |